# 索家坟
39°56′59″N 116°21′08″E / 39.9498076°N 116.3521502°E
索家坟位于中国北京市海淀区东南部，属北太平庄街道。东起文慧园北路，西至西直门北大街，北临红联北村，南与红联村相接。索家坟是康熙四大辅臣之首索尼的坟地，其家族后人索額圖等也埋藏至此。1956年该坟被拆平，现成为居民社区。

## 索家坟路
东起新街口外大街，西至索家坟。1967年改称文慧园路。